# Ines Taddio
Ines Taddio (* 28. Dezember 1928 in Enemonzo, Italien; † 29. Januar 2021 in Köln) war eine italienischstämmige Sängerin und Schauspielerin, die vor allem in Deutschland erfolgreich war.

## Leben
Ines Taddio wurde am 28. Dezember 1928 im kleinen italienischen Dorf Enemonzo in der Nähe von Udine geboren. Ihre Eltern besaßen ein kleines Geschäft. Als junge Frau wurde sie bei einer Vorausscheidung zur Wahl der Miss Venetia Julia zur Miss Carnia gekürt, was ihr 1952 eine kleine Filmrolle neben Marcello Mastroianni einbrachte. Da sie, wie ihre beiden Schwestern, Lehrerin werden sollte, nimmt sie ein Studium auf. Da ihr Vater den Wunsch hatte, dass sie Deutsch lernt, ging sie nach Erreichen ihres Diploms nach Salzburg, um dort Deutsch zu lernen. Ihre dortige Deutschlehrerin, die beim Österreichischen Rundfunk tätig war, überredete sie, bei Radio Salzburg vorzusingen. Der Studiochef Jo Balke war von ihr so begeistert, dass 1955 einige Funkaufnahmen mit ihr produziert wurden.
Diese Titel erregten auch die Aufmerksamkeit italienischer Radiostationen und der Sender Rom bot ihr einen Jahresvertrag, worauf sie nach Rom zog und dort bei vielen öffentlichen Veranstaltungen des Senders mitwirkte sowie zahlreiche Musiktitel aufnahm. Nach sechs Monaten stieg sie aus ihrem Vertrag aus und kehrte nach Salzburg zurück, wo sie wieder beim Hörfunk arbeitete und später auch als Sängerin für Radio Wien tätig war. 1956 wurden von der Austroton einige Titel von ihr auf Schallplatte veröffentlicht und in der damals populären Radiosendung Musik kennt keine Grenzen, an der sich mehrere europäische Länder beteiligten, trat Ines Taddio ein paar Mal als Vertreterin des Österreichischen Rundfunks auf.
Das Programm wurde auch von deutschen Sendeanstalten ausgestrahlt und so wurde der bekannte Komponist Heinz Gietz 1958 auf die Stimme der Italienerin aufmerksam. Gietz, der gemeinsam mit Kurt Feltz für die Polydor eine der damals erfolgreichsten Sängerinnen, Caterina Valente produzierte, suchte gemeinsam mit Feltz nach einer Sängerin, die den freiwerdenden Platz von Valente einnehmen könnte, da bereits feststand, dass diese das Label zum Jahresende verlassen und zur Decca wechseln würde, weil sie sich dort bessere Voraussetzungen für eine internationale Karriere erwartete. Gietz und Feltz sahen in Ines Taddio eine potentielle Nachfolgerin und so gab sie Anfang 1959 mit den Titeln „Signore“ und „Blühender Mohn“ ihr Plattendebüt bei der Polydor. Beide Songs verbreiteten das damals beliebte südländische Flair und in der Folge trat Taddio auch in diversen deutschen Fernsehsendungen auf. Ihr Fernsehdebüt in Deutschland gab sie in der Sendung In Hamburg geht man gern an Land. Auch auf zahlreichen internationalen Bühnen in ganz Europa konnte sie Erfolge feiern und arbeitete mit fast allen großen Orchestern und vielen namhaften Gesangskollegen zusammen. So stand sie zum Beispiel 1959 neben Edith Piaf und Charles Aznavour als Stargast beim Rahmenprogramm des Songfestival von Knokke im belgischen Knokke auf der Bühne. Aufgrund ihrer internationalen Erfolge nahm sie auch weiterhin italienische Titel auf und sang auch auf Französisch. Daneben nahm sie regelmäßig deutsche Titel auf, mit denen sie häufig im Radio zu hören war. Anfang 1961 hatte sie dann einen großen Erfolg mit dem von Gietz komponierten, deutschsprachigen Titel „Carusello Italiano“ und wurde auch für das Genre des Schlagerfilms entdeckt, wo sie in mehreren Filmen mitwirkte. Ebenfalls 1961 nahm sie mit dem Titel „Eine kleine Melodie“ am Schweizer Vorentscheid zum Grand Prix Eurovision de la Chanson teil. Im selben Jahr vertrat sie Deutschland beim internationalen Gesangswettbewerb in Pesaro mit dem Erfolgsschlager „Pigalle“.
Die Verkaufszahlen von Taddios Schallplatten stiegen immer weiter. Doch zu dieser Zeit verließ Heinz Gietz die Polydor und wechselte zur Electrola nach Köln. Mehrere Interpreten seiner Titel, die seinen Kompositionen einen Großteil ihres Erfolgs verdankten, folgten ihm, darunter auch Taddio. Obwohl die Polydor zu dieser Zeit keinen großen weiblichen Star hatte und viele Pläne mit Taddio hatte, entschied sie sich zu einer weiteren Zusammenarbeit mit Gietz.
Mitte der 1960er-Jahre ließ Taddio sich in Köln nieder, wo sie den 10 Jahre jüngeren Kölner Geschäftsmann Karl Bach kennenlernte, der gemeinsam mit seiner Mutter Josefine ein Keramik-Geschäft auf dem Blumengroßmarkt betrieb. Im April 1966 heiratete das Paar, im Oktober 1967 kam Sohn Carlo zur Welt. Von nun an kümmerte sie sich in erster Linie um ihre Familie und trat nur noch gelegentlich auf. Da sie begann, infolge des Auftrittsstress unter Sehstörungen zu leiden, beendete sie schließlich ihre Karriere ganz. 1978 starb Taddios Mann Karl Bach im Alter von 39 Jahren an Krebs. Fünf Monate später zog sie mit Sohn Carlo nach Italien, wo sie im Haus der Familie in Enemonzo wohnten. Als Sohn Carlo um die 20 Jahre alt war, zog Taddio zurück nach Köln, um sich dort um ihre kranke Schwiegermutter zu kümmern. Nachdem diese 1999 gestorben war, blieb Taddio in ihrer alten Heimat Köln, in der sie sich nach wie vor heimisch fühlte. In dieser Zeit entdeckte Taddio die Fotografie als Hobby und gewann 1995 einen Fotowettbewerb des Kölner Express. Auch ihr Sohn Carlo, der künstlerischer Direktor beim Triester Kaffeeproduzenten Illycaffè ist und in Udine lebt, fotografiert leidenschaftlich gern und dessen Tochter Camilla hat in New York und London Fotografie studiert.
Selbst mit über 90 Jahren lebte Taddio noch selbstständig in Köln. Im Januar 2021 starb sie im Alter von 92 Jahren in einem Krankenhaus im Schlaf. Die Urne mit ihrer Asche wurde im Familiengrab in Enemonzo beigesetzt.

## Erfolgstitel (Auswahl)
- 1959: Davanti Al Juke-Box (italienisch)
- 1959: Ohe… Paisa… (italienisch)
- 1959: Zorina (französisch)
- 1959: Capitano D’Amore (italienisch)
- 1959: Arrivederci (italienisch)
- 1959: Blühender Mohn
- 1959: Capitano D’Amore
- 1959: Goodbye, Jimmy, Goodbye
- 1959: Signore
- 1959: Frag nicht nach seinem Namen, Zorina
- 1959: Immer nur du
- 1960: Salute! Cin-Cin
- 1960: Buona Notte, Roma
- 1960: Nie wirst du mich Wiederseh’n
- 1960: Angelo, armer Piccolino
- 1961: Carusello Italiano
- 1961: Die weisse Möwe
- 1961: Sing, wenn du verliebt bist
- 1961: Die feinen Leute von Paris
- 1962: Vola, Vola, Vola
- 1962: Viva L’Amor
- 1962: Wem gibt sie die rote Rose
- 1962: Mandolinen der Liebe
- 1963: Malagueña
- 1963: Oh, oh Filippo
- 1964: Wie damals
- 1964: Wenn die Tanzkapelle spielt
- 1965: Vorsicht mit der Liebe
- 1965: So wenig Zeit

## Tonträger (Auswahl)
- 2000: Ines Taddio – Carusello Italiano (Bear Family Records; EAN: 4000127163462)

## Filmographie (Auswahl)
- 1952: Penne nere
- 1961: Schwarze Rose, Rosemarie
- 1961: … und du mein Schatz bleibst hier
- 1961: Unsere tollen Tanten
- 1962: Tanze mit mir in den Morgen
- 1964: Einer frißt den anderen